# آزادراه غدیر

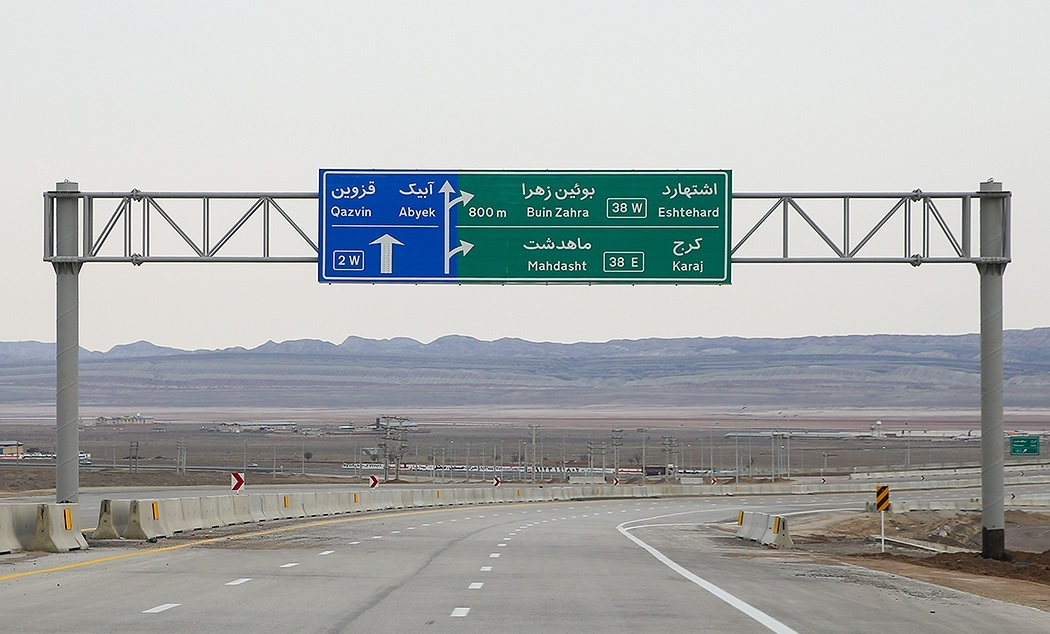

آزادراه غدیر یا آزادراه آبیک-چرمشهر یک آزادراه در ایران است که در ۷ اسفند ۱۳۹۹ افتتاح شده‌است.
این آزادراه که ۱۵۸ کیلومتر طول دارد از شهر آبیک در استان قزوین شروع و در چرمشهر در استان تهران به پایان می‌رسد، این آزادراه در مسیر خود به آزادراه‌های کرج-قزوین، تهران-ساوه، تهران-قم و قم-گرمسار متصل است.
آزادراه آبیک-چرمشهر در تاریخ ۱ تیر ۱۳۹۴ با مشارکت ۳۰ درصدی دولت ایران و ۷۰ درصدی بخش خصوصی شروع به ساخت شده و از استان‌های قزوین، البرز، مرکزی و تهران عبور می‌کند. هزینه ساخت این پروژه ۲۴۷ هزار میلیارد تومان بوده و قرارگاه سازندگی خاتم‌الانبیا در این پروژه ضمن سرمایه‌گذاری ۷۰ درصدی، طراحی، ساخت و بهره‌برداری از پروژه را بر عهده داشته‌است.

## مسیر
|                         | آزادراه قزوین-کرج شرق بطرف آبیک-کرج-تهران غرب بطرف قزوین-زنجان                          |
|                         | جاده ۳۲ · شرق بطرف آبیک-تهران · غرب بطرف قزوین-تاکستان                                  |
| استان قزوین استان البرز |                                                                                         |
| ایستگاه عوارضی قطعه ۱   |                                                                                         |
|                         | جاده ۳۸ · شرق بطرف ملارد-شهریار-تهران · غرب بطرف اشتهارد-بوئین زهرا                     |
| استان البرز استان تهران |                                                                                         |
| ایستگاه عوارضی قطعه ۲   |                                                                                         |
| ایستگاه خدمات غدیر      |                                                                                         |
| استان تهران استان مرکزی |                                                                                         |
|                         | جاده ۶۵ · شرق بطرف پرند- فرودگاه بین المللی امام خمینی-تهران · غرب بطرف ساوه            |
|                         | آزادراه تهران-ساوه شرق بطرف فرودگاه بین‌المللی امام خمینی-پرند-تهران غرب بطرف ساوه-همدان |
| استان مرکزی استان تهران |                                                                                         |
| ایستگاه عوارضی قطعه ۳   |                                                                                         |
|                         | جاده ۷۱ · شمال بطرف کهریزک-تهران · جنوب بطرف قم                                         |
|                         | آزادراه تهران-قم (خلیج فارس) شمال بطرف فرودگاه بین‌المللی امام خمینی-تهران جنوب بطرف قم  |
| ایستگاه عوارضی قطعه ۴   |                                                                                         |
|                         | آزادراه حرم تا حرم شرق بطرف چرمشهر-گرمسار-مشهد غرب بطرف قم                              |
| از شرق به غرب           |                                                                                         |

## نگارخانه

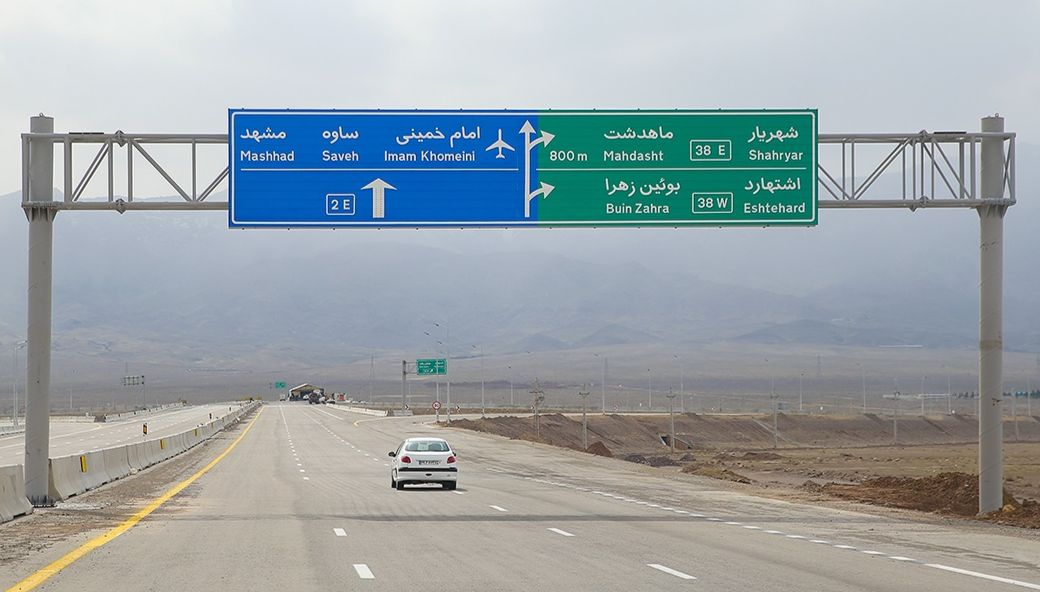
تقاطع آزادراه غدیر با جاده۳۸
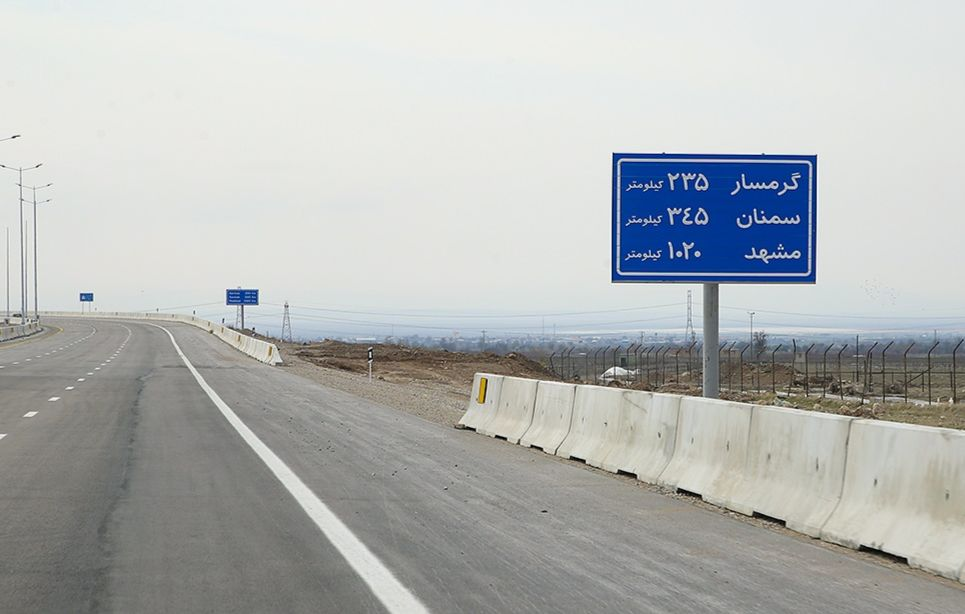
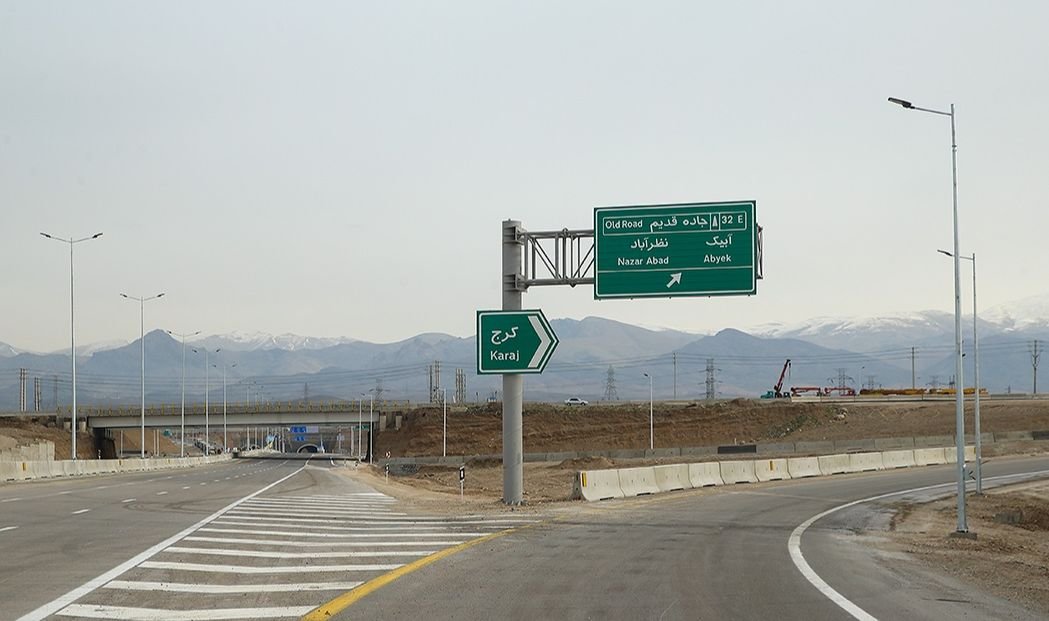
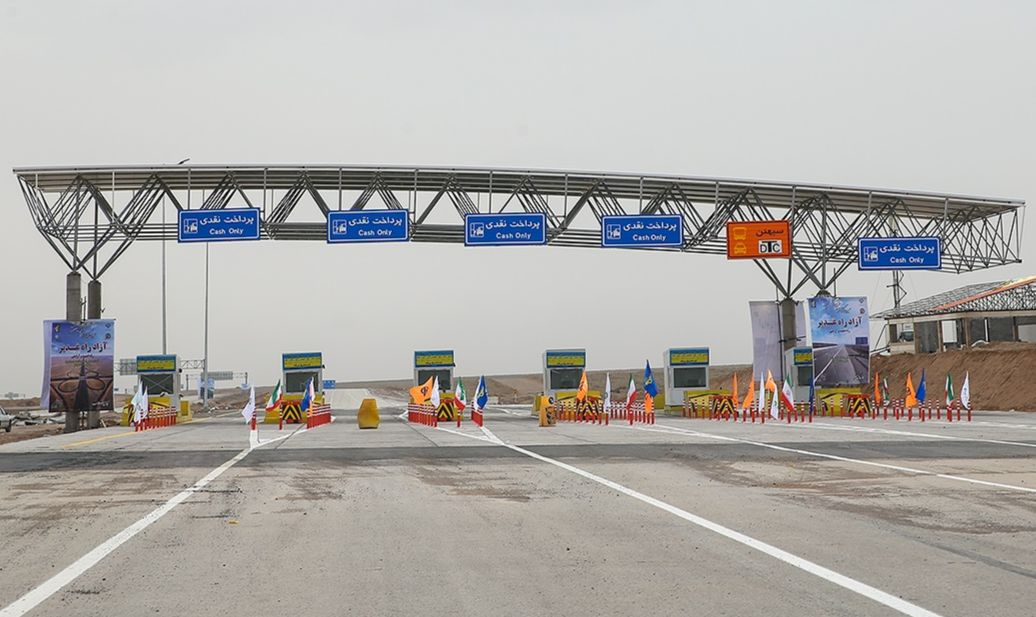
عوارضی آزادراه غدیر
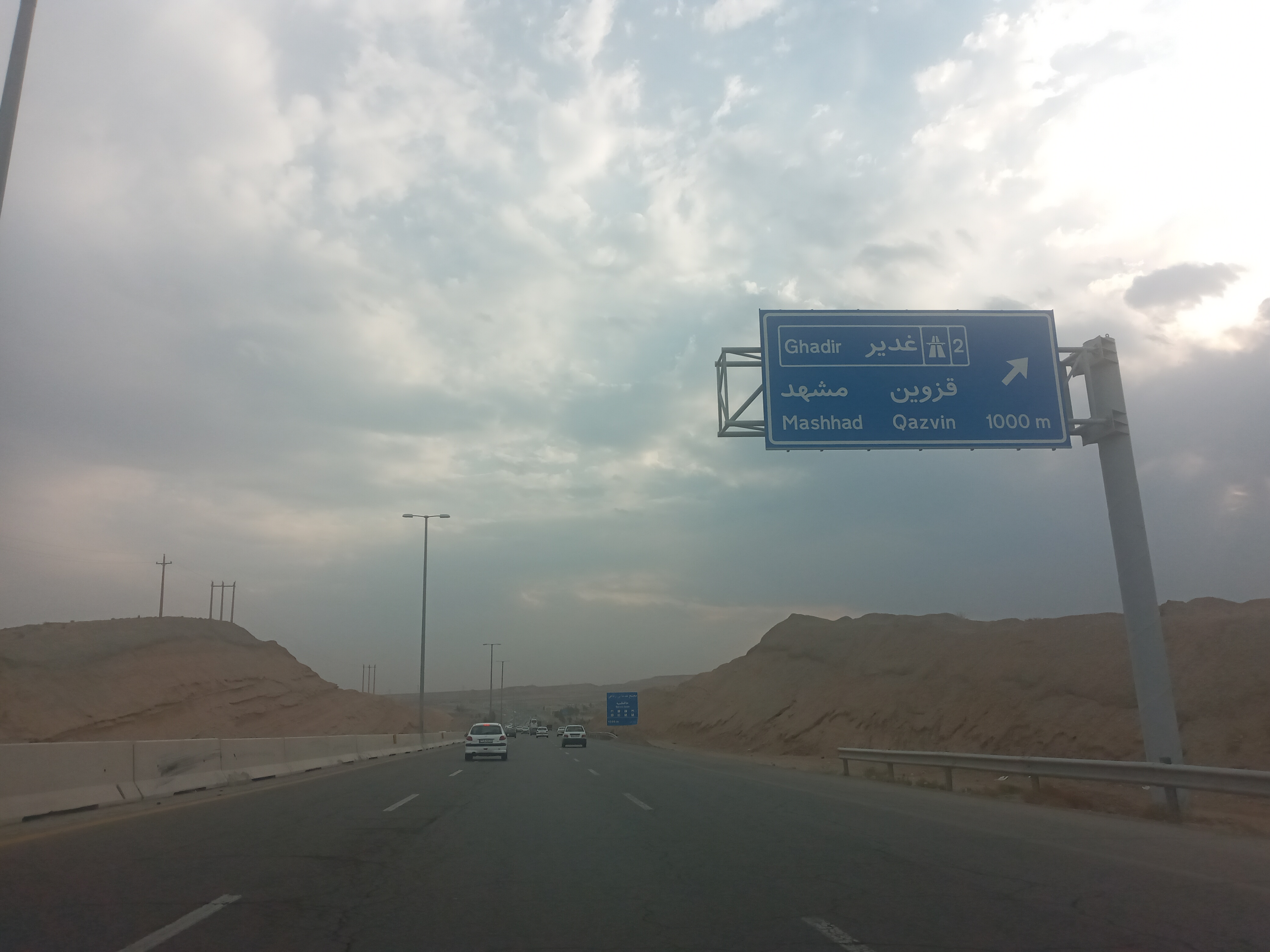
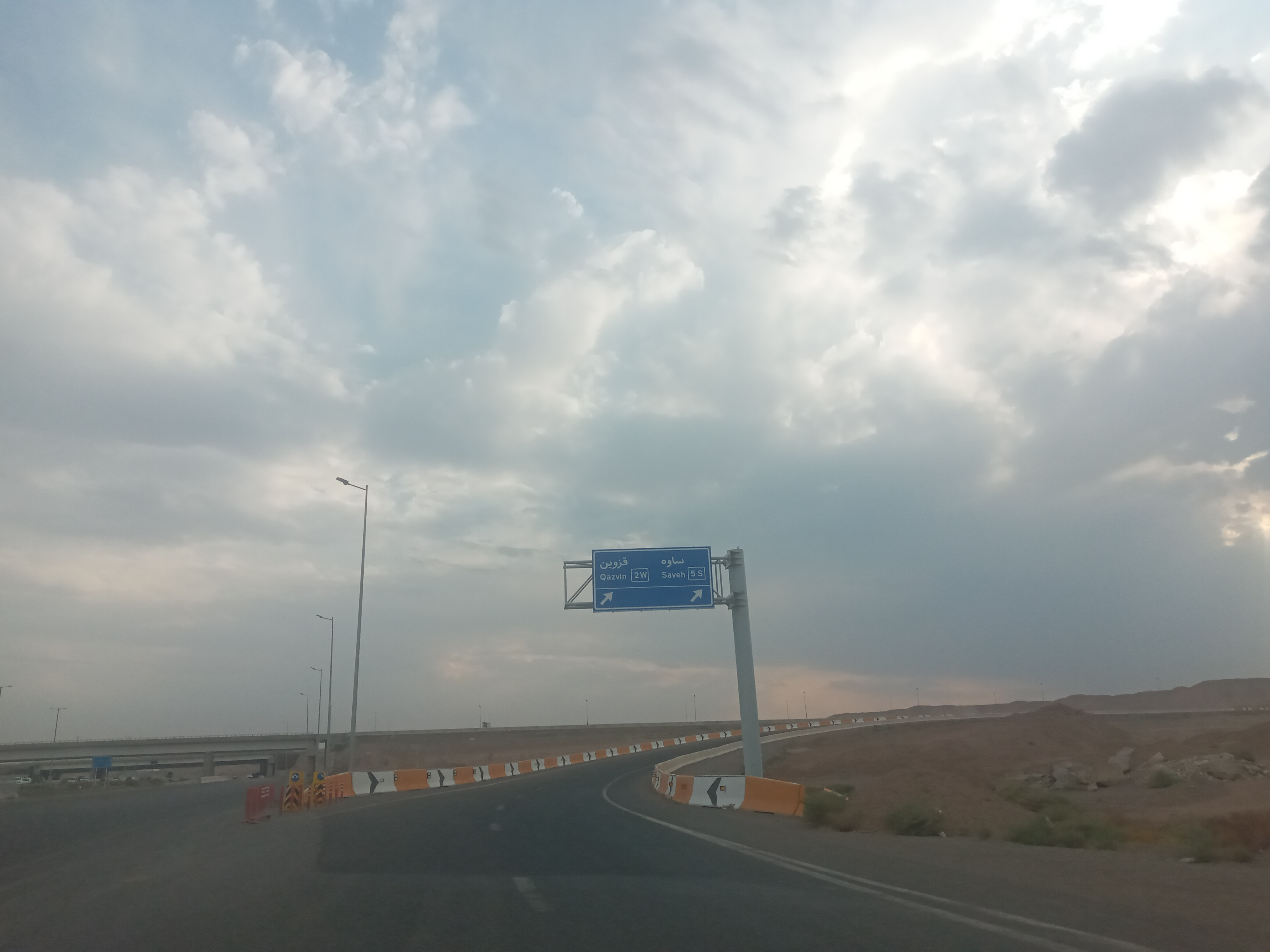
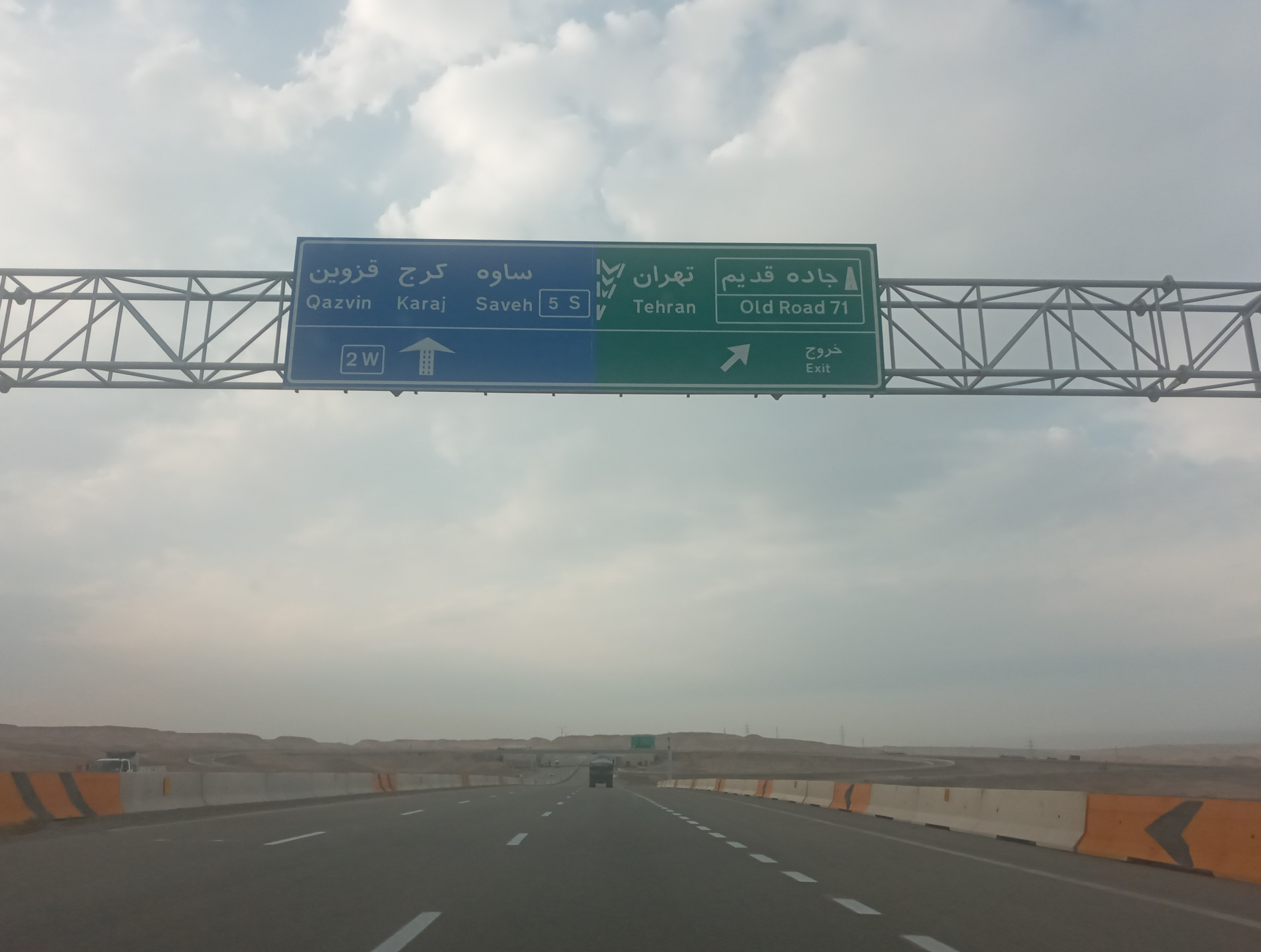
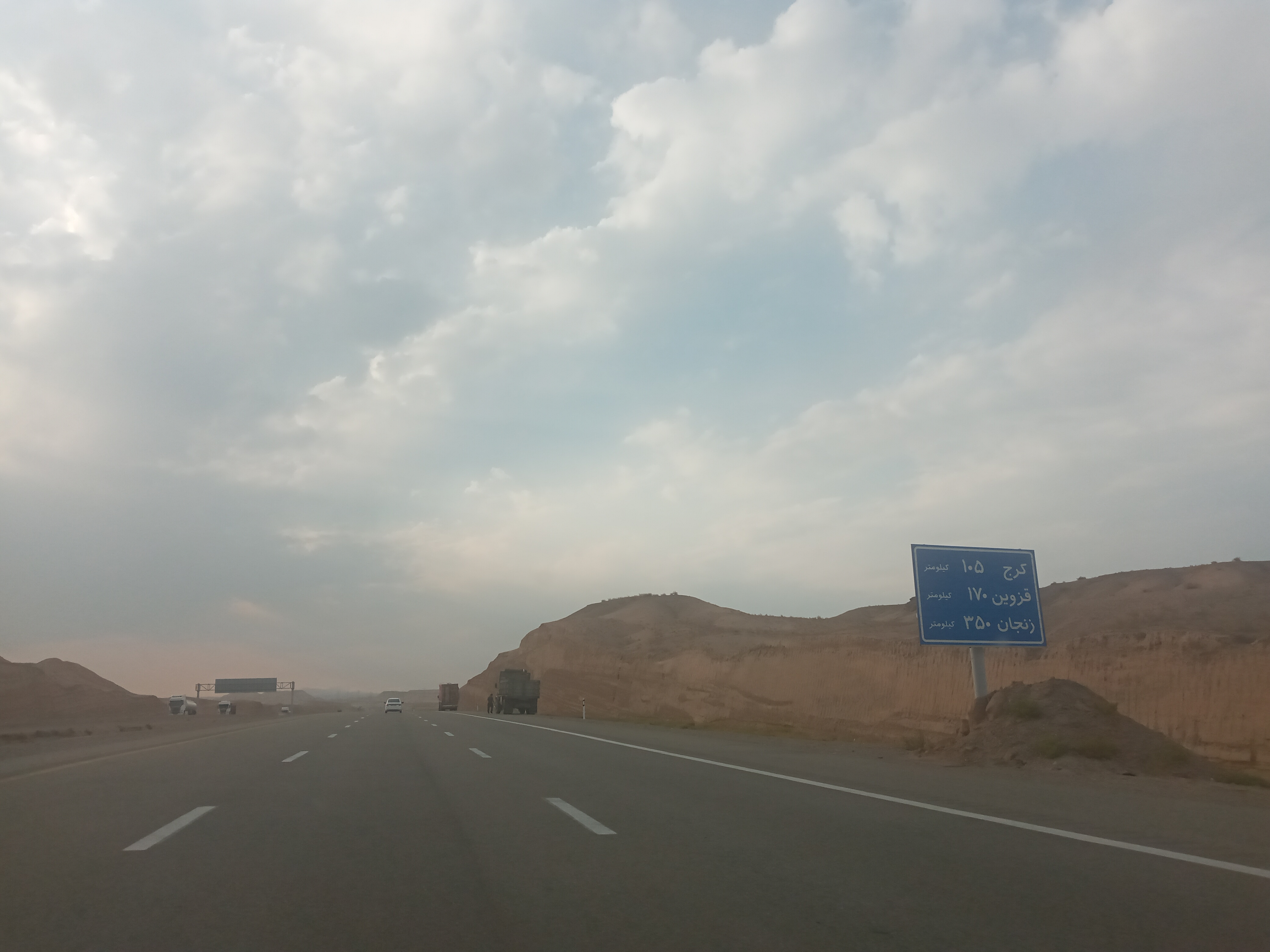
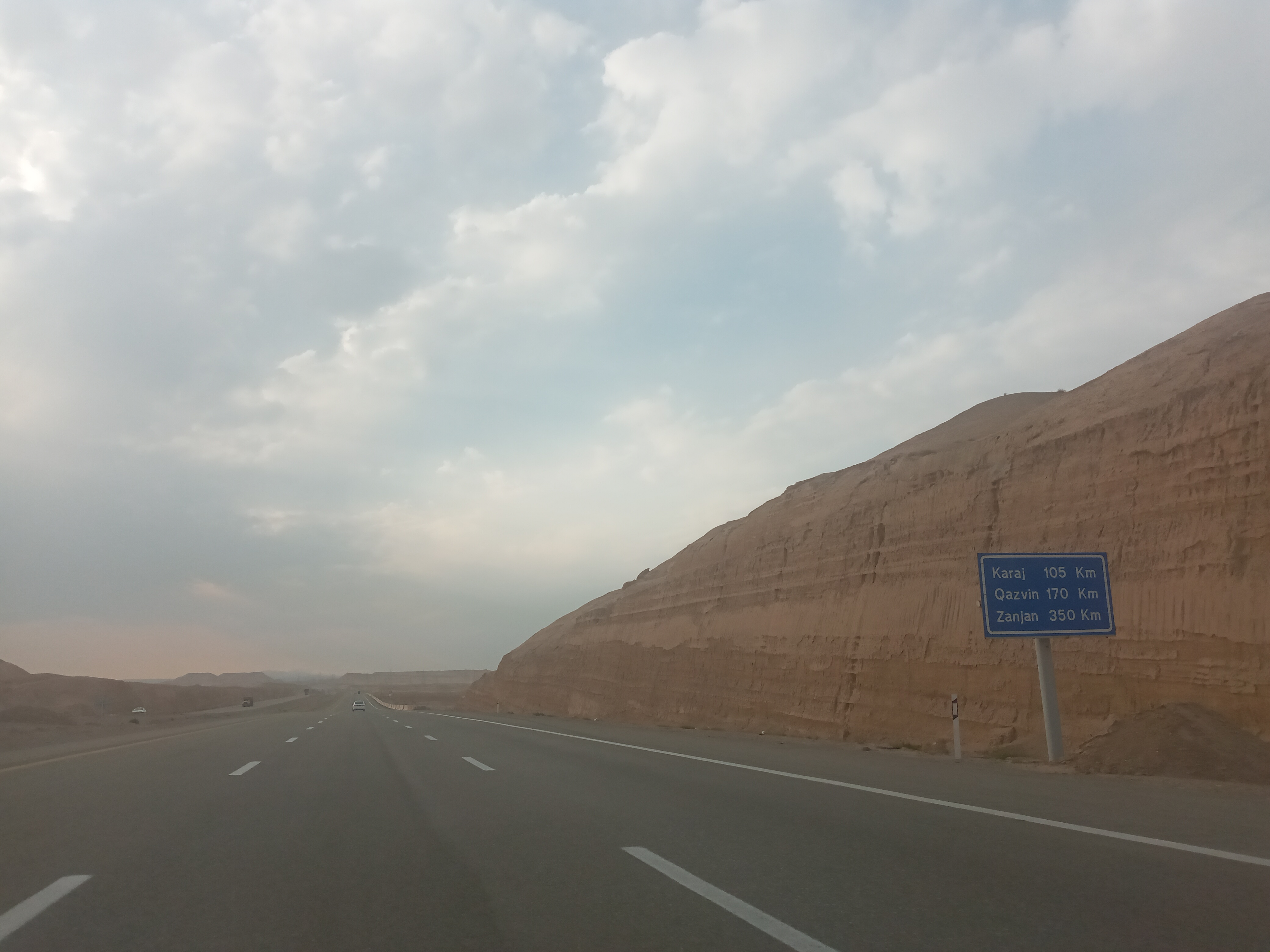
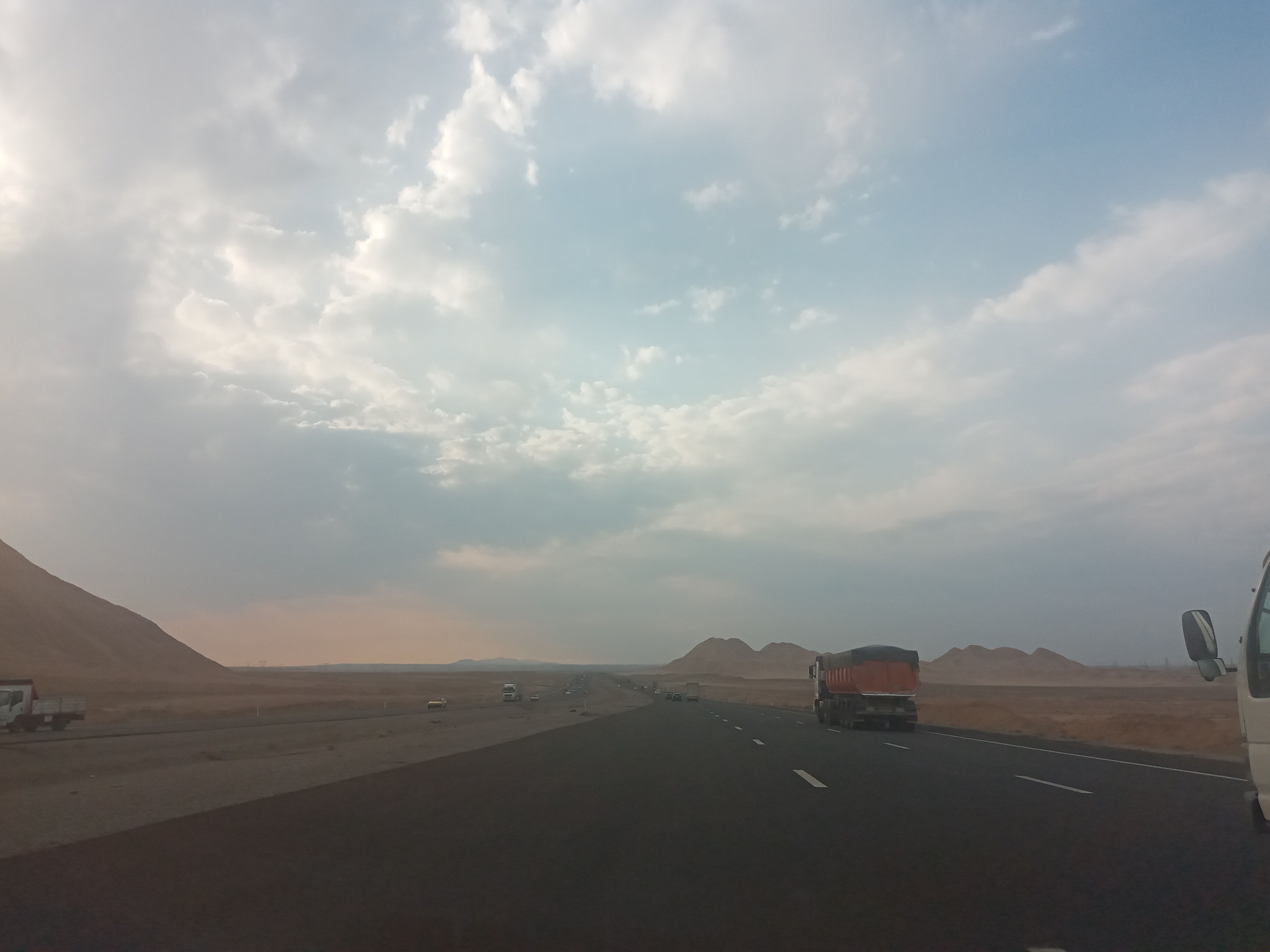
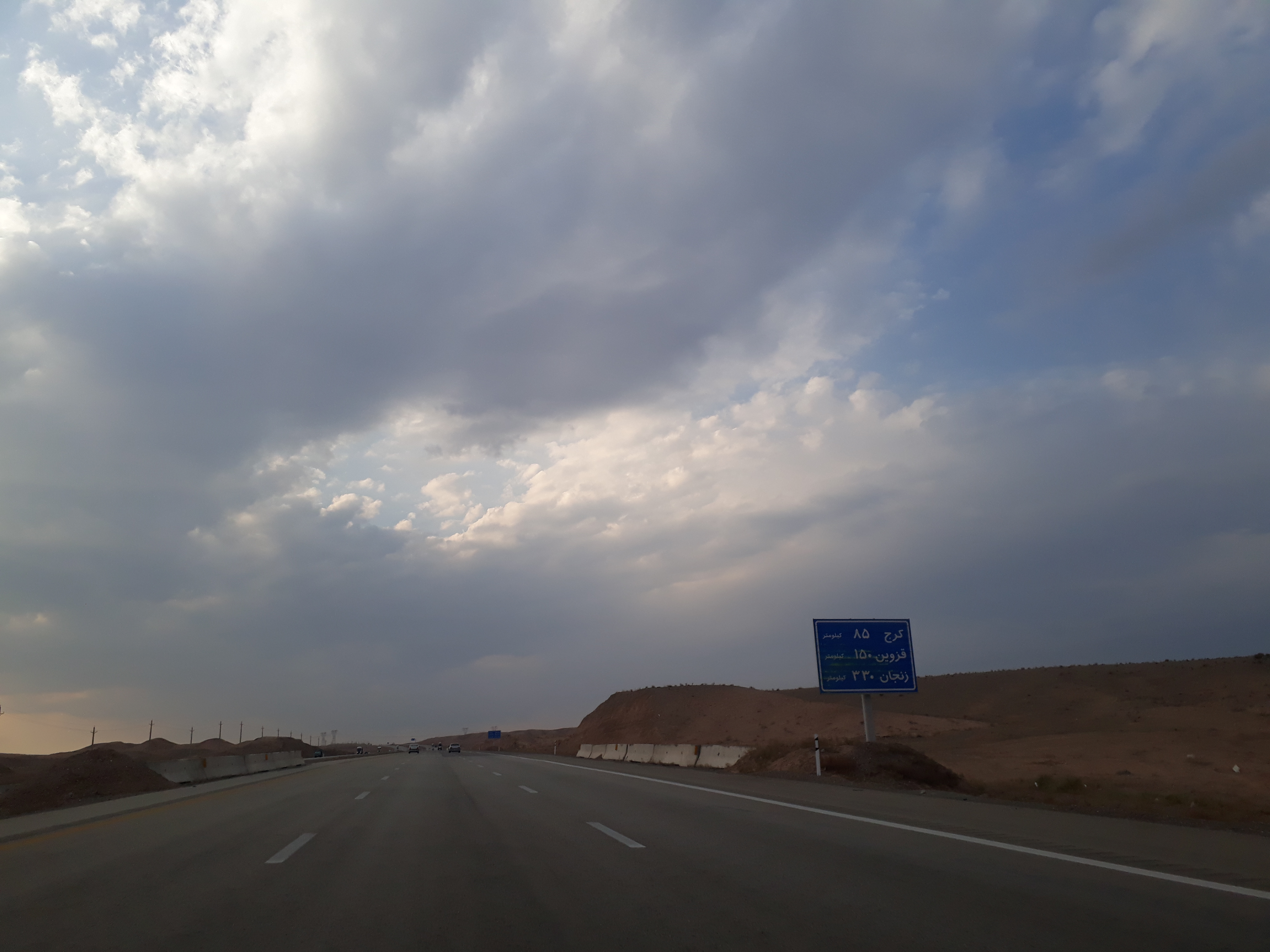
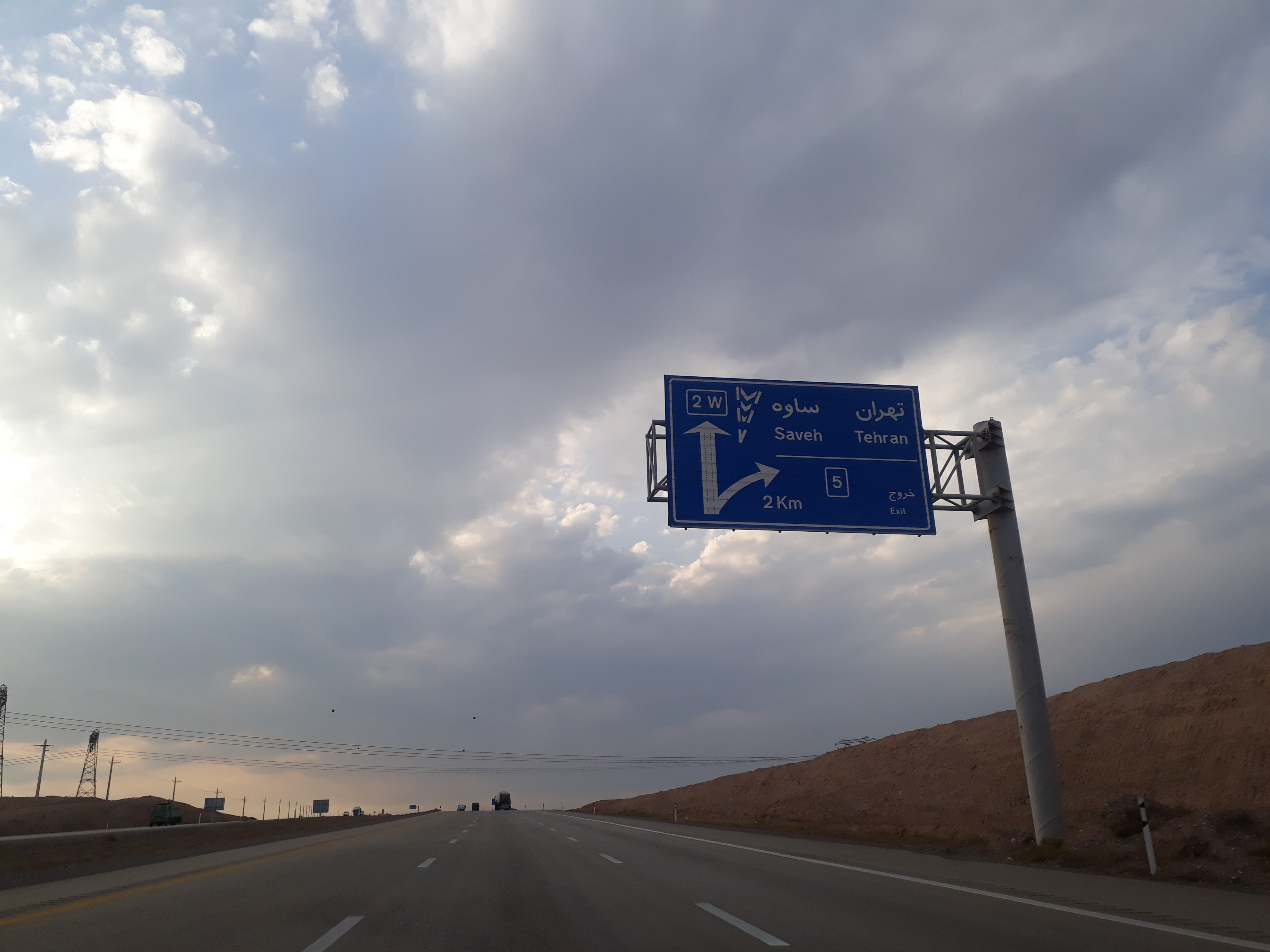
۲ کیلومتر تا خروجی آزادراه تهران-ساوه در آزادراه غدیر
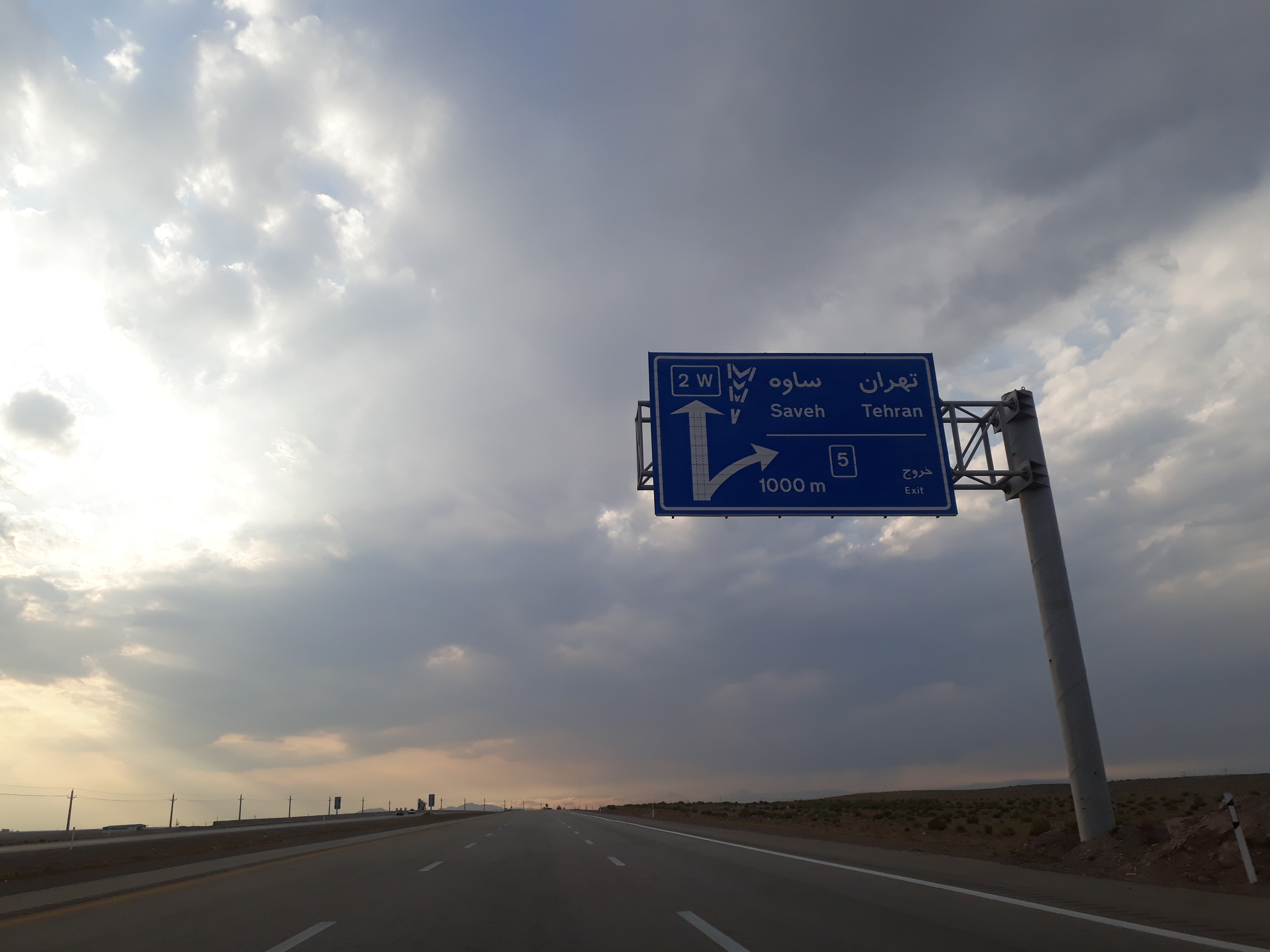
۱۰۰۰ متر تا خروجی آزادراه تهران-ساوه در آزادراه غدیر
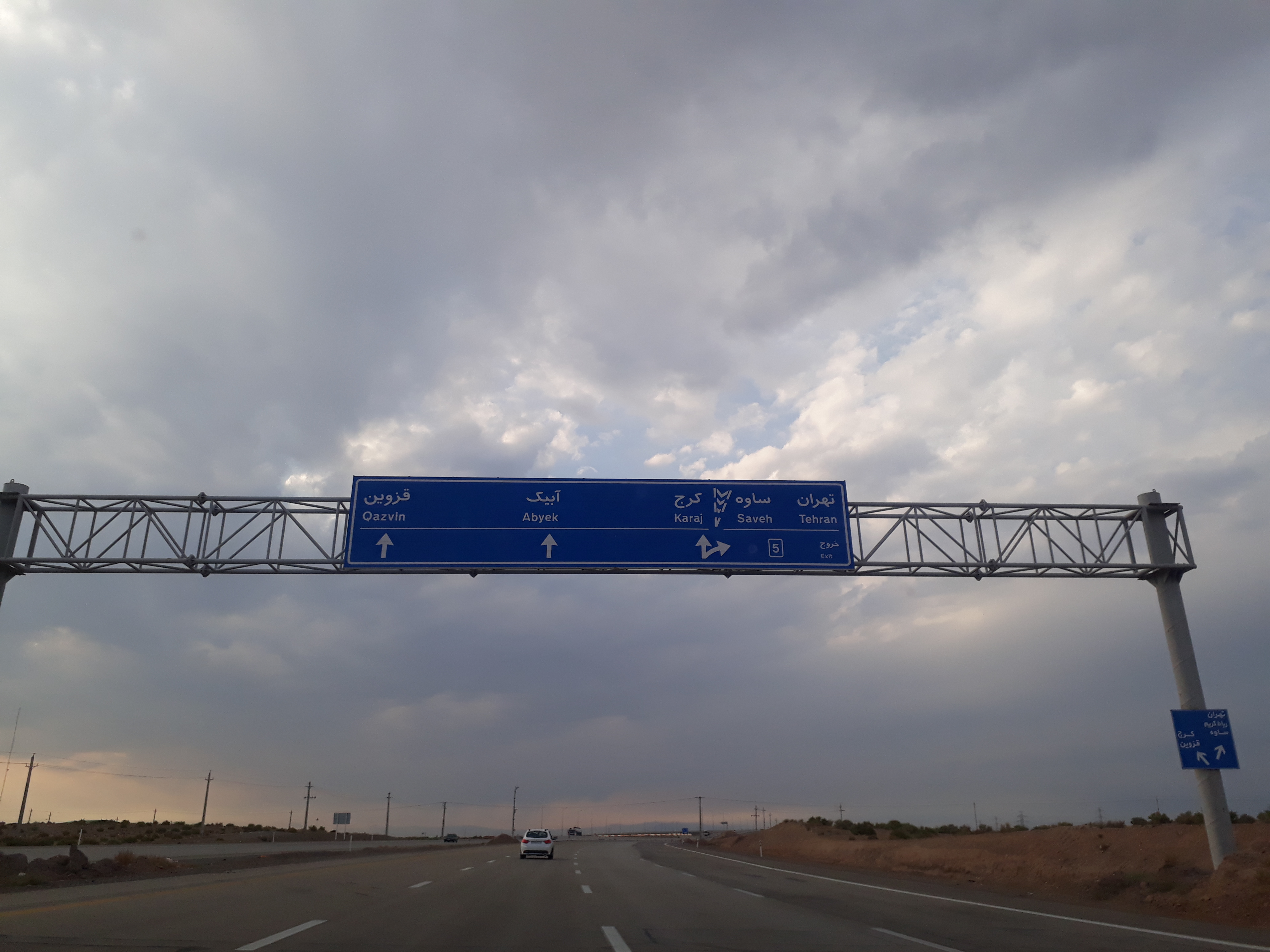
خروجی آزادراه تهران-ساوه در آزادراه غدیر
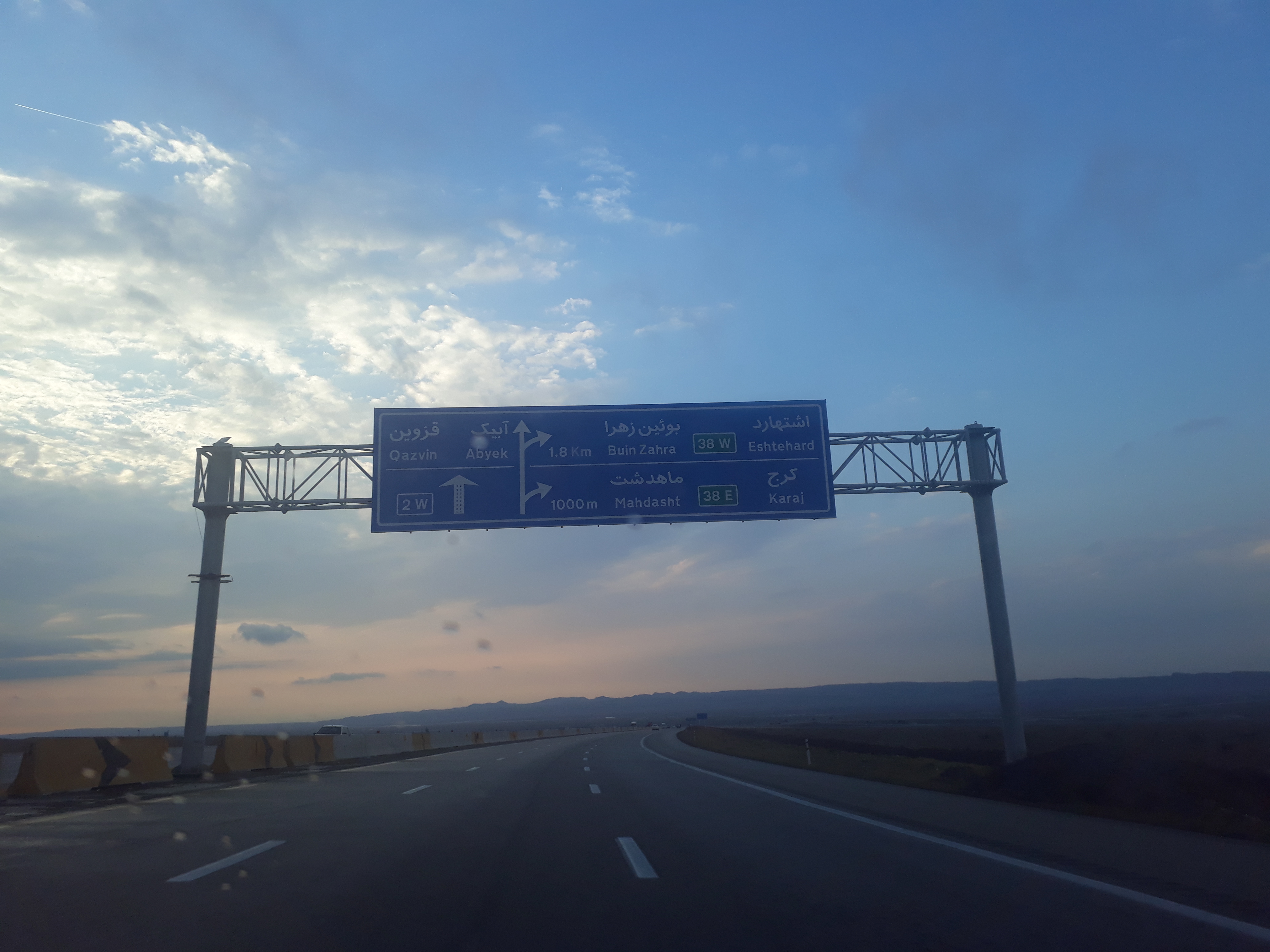
تقاطع آزادراه غدیر با جاده۳۸